# كسوف الشمس 7 فبراير 2008
حدث كسوف حلقي للشمس عند عقدة القمر الصاعدة في المدار في 7 فبراير 2008. يحدث كسوف الشمس عندما يمر القمر بين الأرض والشمس ، وبالتالي يحجب صورة الشمس كليًا أو جزئيًا عن مشاهد على الأرض.
يحدث الكسوف الحلقي للشمس عندما يكون القطر الظاهري للقمر أصغر من قطر الشمس، مما يحجب معظم ضوء الشمس ويتسبب في ظهور الشمس على شكل حلقة (حلقة).
حدث بعد 7 أيام من الأوج (31 يناير 2008) و 6.9 أيام قبل الحضيض (14 فبراير 2008) ، كان القطر الظاهري للقمر قريبًا من متوسط القطر.
كان القطر الظاهري للقمر 1 دقيقة قوسية، 17.8 ثانية قوسية (77.8 ثانية قوسية) أصغر من كسوف الشمس الكلي في 1 أغسطس 2008.
كان هذا أول خسوف لموسم الخسوف، والثاني هو خسوف القمر في فبراير 2008.

## الرؤية
شوهد كسوف جزئي كبير فوق نيوزيلندا وشوهد كسوف جزئي طفيف من جنوب شرق أستراليا .
وكانت المركزية مرئية من أجزاء من القارة القطبية الجنوبية .
بالنسبة لمعظم كسوف الشمس، يتحرك مسار المركزية باتجاه الشرق. لكن في هذه الحالة، تحرك المسار غربًا حول القارة القطبية الجنوبية ثم شمالًا.

## الصور
مسار متحرك

## صالة عرض

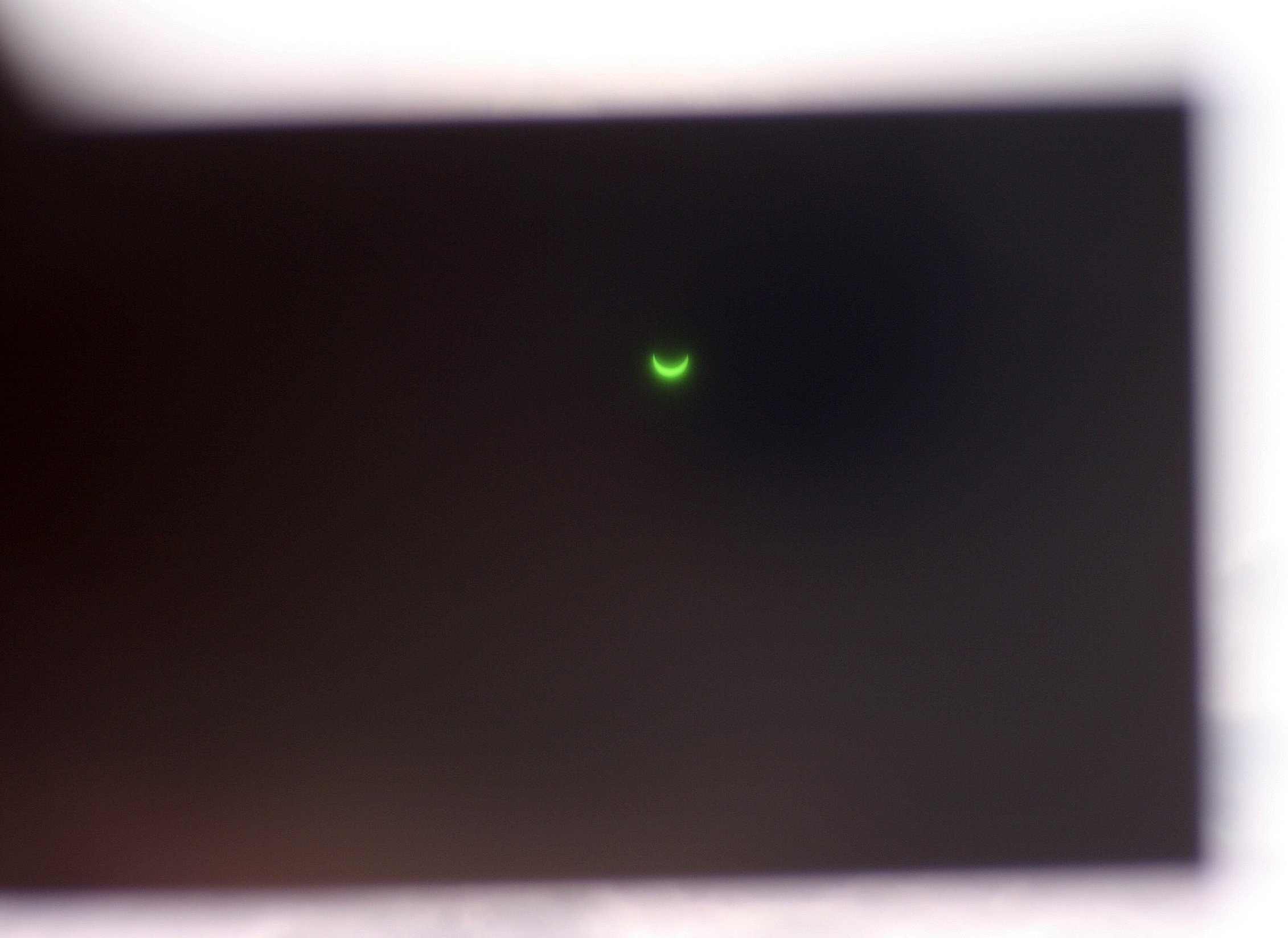
جزئيًا من ماكموردو ، القارة القطبية الجنوبية ، الساعة 3:23 بالتوقيت العالمي المنسق
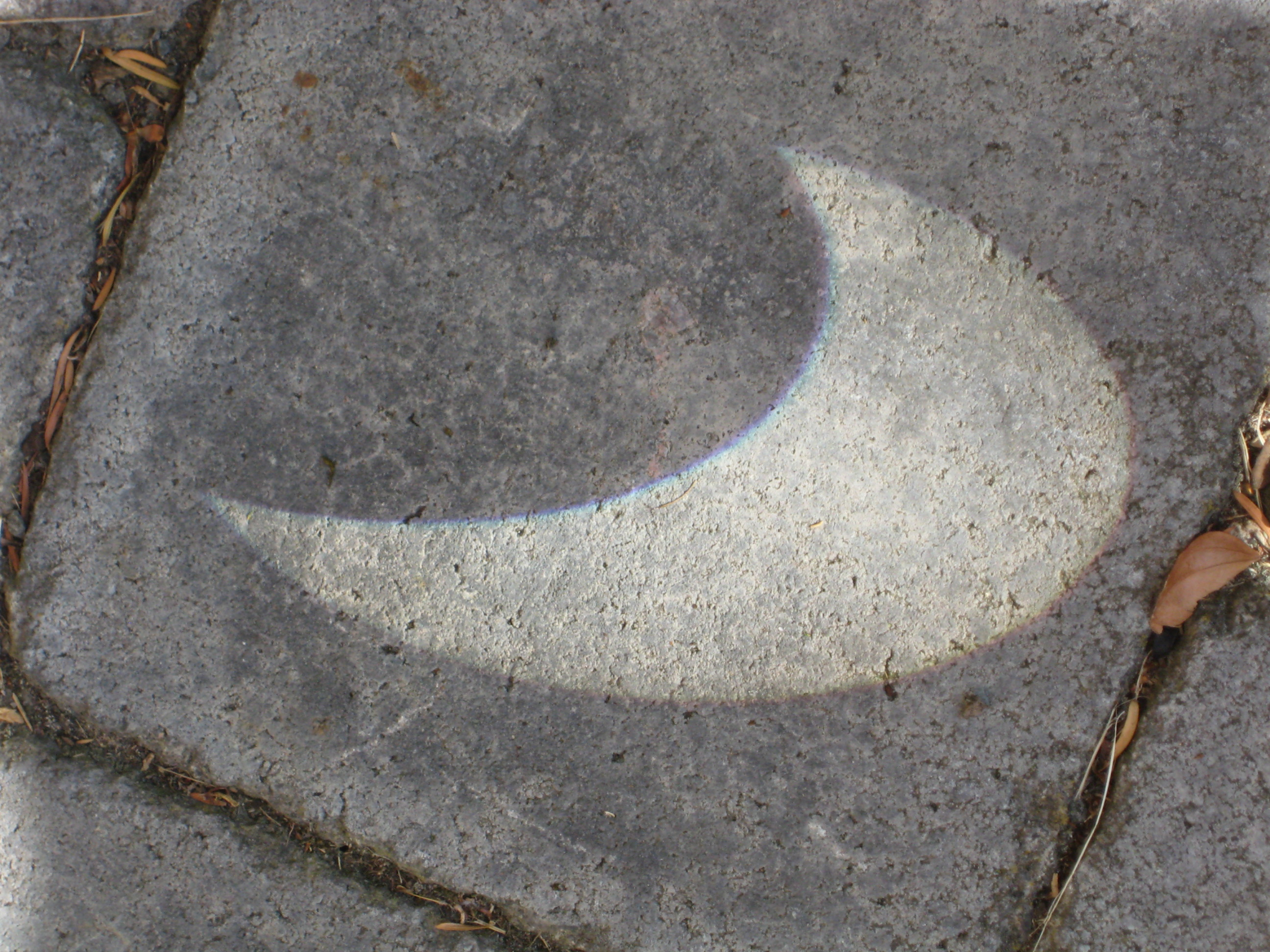
إسقاط الكسوف في كرايستشيرش ، نيوزيلندا

## الخسوفات ذات الصلة

### كسوف عام 2008
- كسوف حلقي للشمس يوم 7 فبراير.
- خسوف كلي للقمر في 21 فبراير .
- كسوف كلي للشمس في 1 أغسطس .
- خسوف جزئي للقمر في 16 أغسطس .

### كسوف الشمس 2008-2011
| مجموعات سلسلة كسوف الشمس من 2008 إلى 2011                                                                                   | مجموعات سلسلة كسوف الشمس من 2008 إلى 2011 | مجموعات سلسلة كسوف الشمس من 2008 إلى 2011 | مجموعات سلسلة كسوف الشمس من 2008 إلى 2011 | مجموعات سلسلة كسوف الشمس من 2008 إلى 2011 | مجموعات سلسلة كسوف الشمس من 2008 إلى 2011 | مجموعات سلسلة كسوف الشمس من 2008 إلى 2011 |
| --- | ----------------------------------------- | ----------------------------------------- | ----------------------------------------- | ----------------------------------------- | ----------------------------------------- | ----------------------------------------- |
| عقدة تصاعدية | عقدة تصاعدية                              | عقدة تصاعدية                              |                                           | عقدة تنازلية                              | عقدة تنازلية                              | عقدة تنازلية                              |
| Saros | Map                                       | Gamma                                     | Saros                                     | Map                                       | Gamma                                     |                                           |
| 121 Partial from كرايستشرش, NZ                                                                                              | كسوف الشمس 7 فبراير 2008 Annular          | -0.9570                                   | 126 نوفوسيبيرسك                           | كسوف الشمس 1 أغسطس 2008 Total             | 0.8307                                    |                                           |
| 131 Partial from Riversdal                                                                                                  | كسوف الشمس 26 يناير 2009 Annular          | -0.2819                                   | 136 Kurigram, Bangladesh                  | كسوف الشمس في 22 يوليو 2009 Total         | 0.0698                                    |                                           |
| 141 بانغي | كسوف الشمس 15 يناير 2010 Annular          | 0.4002                                    | 146 Hao, French Polynesia                 | كسوف الشمس 11 يوليو 2010 Total            | -0.6787                                   |                                           |
| 151 Partial from فيينا | كسوف الشمس 4 يناير 2011 Partial (north)   | 1.0626                                    | 156                                       | كسوف الشمس 1 يوليو 2011 Partial (south)   | -1.4917                                   |                                           |
| Partial solar eclipses on كسوف الشمس 1 يونيو 2011, and كسوف الشمس 25 نوفمبر 2011, occur on the next lunar year eclipse set. |                                           |                                           |                                           |                                           |                                           |                                           |

### ساروس 121
الساروس الشمسي 121 ، يتكرر كل حوالي 18 سنة و 11 يومًا و 8 ساعات، يحتوي على 71 حدثًا.
بدأت السلسلة بكسوف جزئي للشمس في 25 أبريل 944. وهي تحتوي على كسوف كلي من 10 يوليو 1070 إلى 9 أكتوبر 1809.
وتحتوي على كسوف هجين في 20 أكتوبر 1827 و 30 أكتوبر 1845.
وتحتوي على كسوف حلقي من 11 نوفمبر 1863 إلى 28 فبراير 2044.
تنتهي السلسلة عند الحدث 71 ككسوف جزئي في 7 يونيو 2206.
أطول كسوف كلي في 21 يونيو 1629 ، وأكبر مدة للإجمالي عند 6 دقائق و 20 ثانية .
أطول خسوف حلقي سيحدث في 28 فبراير 2044 ، مع أكبر مدة للحلقة في دقيقتين و 27 ثانية.
| أعضاء السلسلة 49-65 تحدث بين 1801 و 2100: | أعضاء السلسلة 49-65 تحدث بين 1801 و 2100: | أعضاء السلسلة 49-65 تحدث بين 1801 و 2100: |
| 49                                        | 50                                        | 51                                        |
| ----------------------------------------- | ----------------------------------------- | ----------------------------------------- |
| October 9, 1809                           | October 20, 1827                          | October 30, 1845                          |
| 52                                        | 53                                        | 54                                        |
| November 11, 1863                         | November 21, 1881                         | December 3, 1899                          |
| 55                                        | 56                                        | 57                                        |
| December 14, 1917 [الإنجليزية]            | December 25, 1935 [الإنجليزية]            | January 5, 1954 [الإنجليزية]              |
| 58                                        | 59                                        | 60                                        |
| January 16, 1972 [الإنجليزية]             | January 26, 1990 [الإنجليزية]             | كسوف الشمس 7 فبراير 2008                  |
| 61                                        | 62                                        | 63                                        |
| February 17, 2026                         | February 28, 2044                         | March 11, 2062                            |
| 64                                        | 65                                        |                                           |
| March 21, 2080 [الإنجليزية]               | April 1, 2098                             |                                           |

### سلسلة ميتونيك
تتكرر السلسلة ميتونيك كل 19 عامًا (6939.69 يومًا) ، وتستمر حوالي 5 دورات. يحدث الكسوف في نفس تاريخ التقويم تقريبًا. بالإضافة إلى ذلك، تكرر سلسلة أوكتون الفرعية 1/5 من ذلك أو كل 3.8 سنوات (1387.94 يومًا). 
حدث جميع الكسوفات في هذا الجدول عند العقدة الصاعدة للقمر.
| 21 حدثًا من أحداث الكسوف، تتقدم من الجنوب إلى الشمال بين 1 يوليو 2000 و 1 يوليو 2076 | 21 حدثًا من أحداث الكسوف، تتقدم من الجنوب إلى الشمال بين 1 يوليو 2000 و 1 يوليو 2076 | 21 حدثًا من أحداث الكسوف، تتقدم من الجنوب إلى الشمال بين 1 يوليو 2000 و 1 يوليو 2076 | 21 حدثًا من أحداث الكسوف، تتقدم من الجنوب إلى الشمال بين 1 يوليو 2000 و 1 يوليو 2076 | 21 حدثًا من أحداث الكسوف، تتقدم من الجنوب إلى الشمال بين 1 يوليو 2000 و 1 يوليو 2076 |
| July 1–2                                                                            | April 19–20                                                                         | February 5–7                                                                        | November 24–25                                                                      | September 12–13                                                                     |
| 117                                                                                 | 119                                                                                 | 121                                                                                 | 123                                                                                 | 125                                                                                 |
| ----------------------------------------------------------------------------------- | ----------------------------------------------------------------------------------- | ----------------------------------------------------------------------------------- | ----------------------------------------------------------------------------------- | ----------------------------------------------------------------------------------- |
| July 1, 2000 [الإنجليزية]                                                           | كسوف الشمس 19 أبريل 2004                                                            | كسوف الشمس 7 فبراير 2008                                                            | كسوف الشمس 25 نوفمبر 2011                                                           | كسوف الشمس 13 سبتمبر 2015                                                           |
| 127                                                                                 | 129                                                                                 | 131                                                                                 | 133                                                                                 | 135                                                                                 |
| كسوف الشمس في 2 يوليو 2019                                                          | April 20, 2023                                                                      | February 6, 2027                                                                    | November 25, 2030 [الإنجليزية]                                                      | September 12, 2034                                                                  |
| 137                                                                                 | 139                                                                                 | 141                                                                                 | 143                                                                                 | 145                                                                                 |
| July 2, 2038                                                                        | April 20, 2042                                                                      | February 5, 2046                                                                    | November 25, 2049                                                                   | September 12, 2053                                                                  |
| 147                                                                                 | 149                                                                                 | 151                                                                                 | 153                                                                                 | 155                                                                                 |
| July 1, 2057                                                                        | April 20, 2061                                                                      | February 5, 2065                                                                    | November 24, 2068                                                                   | September 12, 2072                                                                  |
| 157                                                                                 | 159                                                                                 | 161                                                                                 | 163                                                                                 | 165                                                                                 |
| July 1, 2076 [الإنجليزية]                                                           |                                                                                     |                                                                                     |                                                                                     |                                                                                     |